# Bennaria praetor
Bennaria praetor är en insektsart som beskrevs av Ronald Gordon Fennah 1956. Bennaria praetor ingår i släktet Bennaria och familjen kilstritar. Inga underarter finns listade i Catalogue of Life.